# 蒙特里谢尔
蒙特里谢尔（法語：Montricher）是瑞士联邦西部法语区的沃州下设的一个镇。在行政上属于莫尔日区管辖。蒙特里谢尔的总面积为25.98平方公里。截至2010年底，总人口为824。